# Басил Боли
Басил Боли (фр. Basile Boli; Абиџан, 2. јануар 1967) бивши је француски фудбалер.

## Каријера
Током каријере је играо за Оксер, Олимпик Марсељ и многе друге клубове.

## Репрезентација
За репрезентацију Француске дебитовао је 1986. године. За тај тим је одиграо 45 утакмица и постигао 1 гол.

## Статистика
| Француска | Француска | Француска |
| Година    | Наступи   | Голови    |
| --------- | --------- | --------- |
| 1986.     | 4         | 0         |
| 1987.     | 5         | 0         |
| 1988.     | 7         | 0         |
| 1989.     | 1         | 0         |
| 1990.     | 8         | 1         |
| 1991.     | 6         | 0         |
| 1992.     | 11        | 0         |
| 1993.     | 3         | 0         |
| Укупно    | 45        | 1         |